# 青年大街
青年大街是沈阳市主干道之一，北起新北站公铁桥，南至桃仙国际机场收费站，全长12,164米。道路始建于1936年，2012年青年大街与北京街、浑河大街合并。